# Erythronium oregonum
Espèce
L'Érythrone d'Orégon (Erythronium oregonum) est une espèce de plantes à fleurs de la famille des Liliaceae.
Elle est originaire de l'ouest de l'Amérique du Nord de la Colombie-Britannique à la Californie, où elle pousse dans les chaînes de montagnes côtières. Cette fleur sauvage pousse à partir d'une bulbe de 3 à 5 centimètres de diamètre et produit de larges feuilles vertes atteignant jusqu'à 22 centimètres de long et souvent tachetées de brun et blanc. De minces hampes nues mesurant jusqu'à environ 40 centimètres de hauteur, portent de une à trois fleurs. Chaque fleur a 6 tépales blanc avec la base jaune, parfois striée de rouge sombre. La fleur est souvent orientée vers le sol avec les tépales recourbés afin que leurs points soient en haut. Les étamines et les stigmates sont blancs et les anthères peuvent être de couleur blanche ou jaune.

## Galerie

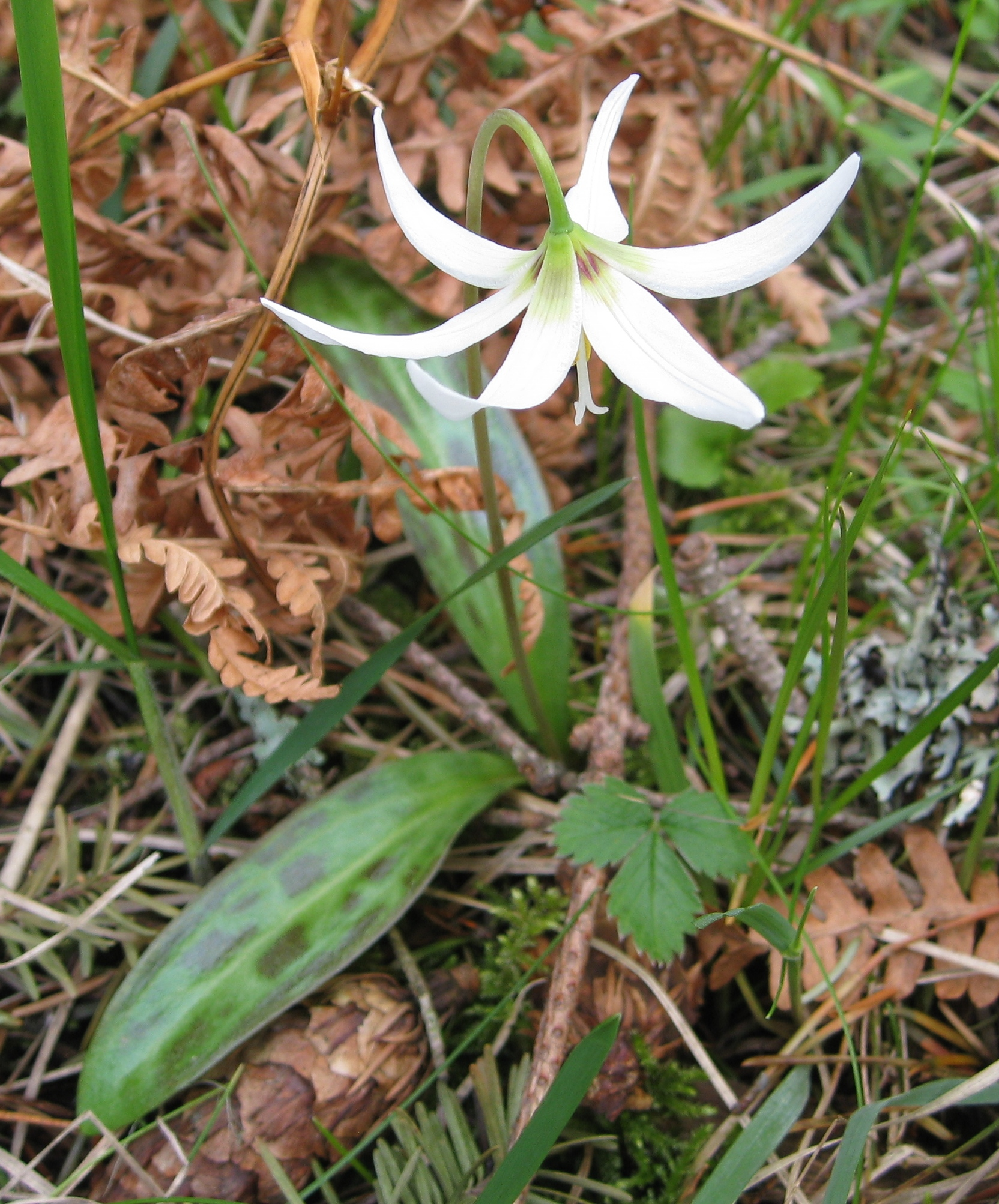
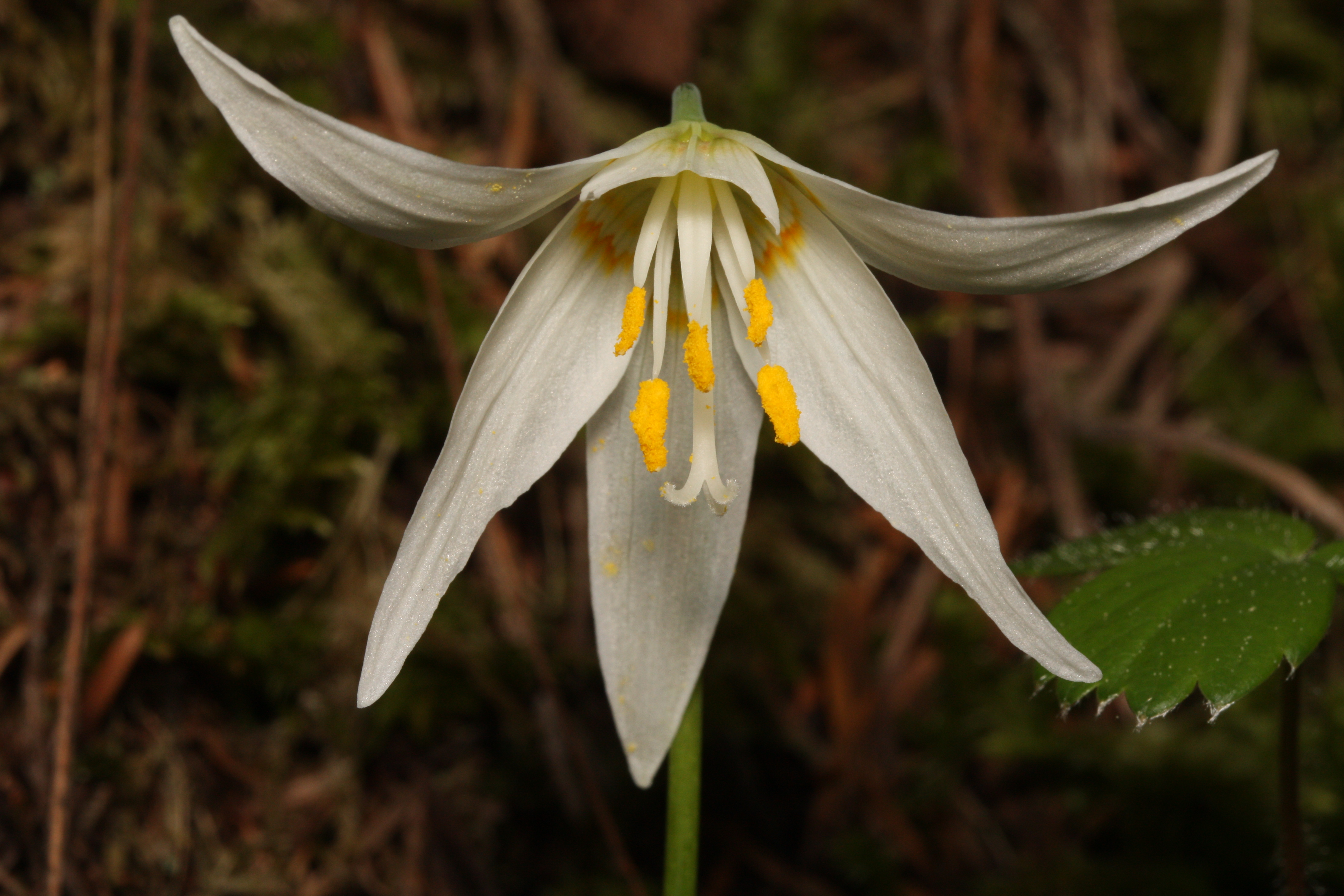